# Monochamus aparus
Monochamus aparus là một loài bọ cánh cứng trong họ Cerambycidae.